# Megumi Izumi
Megumi Izumi (jap. 泉 めぐみ, Izumi Megumi; * 4. März 1983 in Hinai (heute: Ōdate), Präfektur Akita) ist eine japanische Biathletin.
Megumi Izumi ist Sportsoldatin und lebt in Sapporo. Sie startet für die „Winterkampfausbildungseinheit“ der Bodenselbstverteidigungsstreitkräfte und wird von Sakae Murota trainiert. 2003 trat sie in Geilo erstmals in Rennen des Junioren-Europacups an und wurde Zehnte im Sprint und Elfte der Verfolgung. Eine durchwachsene Saison mit Platz sechs in der Verfolgung von Brusson hatte die Junioren-Weltmeisterschaften 2004 in Haute-Maurienne zum Höhepunkt. Dort war ein neunter Platz im Einzel bestes Ergebnis. Zum Ende der Saison gewann sie in Gurnigel ihr erstes Sprintrennen.
Ab der Saison 2004/05 trat Izumi im Biathlon-Europacup der Senioren an. Ihr erstes Rennen war ein Einzel in Geilo, in dem sie auf den 33. Platz kam. Nur wenig später debütierte sie in einem Staffelrennen in Beitostølen auch im Biathlon-Weltcup, in dem sie von nun an, besonders seit 2006, vorrangig lief. Für die Olympischen Winterspiele 2006 von Turin war sie nominiert, wurde aber nicht eingesetzt. In ihrer ersten Saison platzierte sie sich fast durchgängig um die Plätze 80 bis 90. Höhepunkt wurden die Biathlon-Weltmeisterschaften 2007 in Antholz, wo die Japanerin einen guten 58. Rang im Einzel und damit zugleich auch ihr bislang bestes Ergebnis im Weltcup belegte. Bei den Biathlon-Weltmeisterschaften 2008 in Östersund trat sie in zwei Rennen an und wurde 80. im Einzel und 83. im Sprintwettbewerb.
Neben Biathlonrennen bestreitet Izumi sporadisch auch Rennen im Skilanglauf. Zweimal trat sie bislang in Japan in Rennen des Continental-Cups an. Bestes Resultat war ein 16. Platz über 10 Kilometer in Sapporo.

## Biathlon-Weltcup-Platzierungen
Die Tabelle zeigt alle Platzierungen (je nach Austragungsjahr einschließlich Olympische Spiele und Weltmeisterschaften).
- 1.–3. Platz: Anzahl der Podiumsplatzierungen
- Top 10: Anzahl der Platzierungen unter den ersten zehn (einschließlich Podium)
- Punkteränge: Anzahl der Platzierungen innerhalb der Punkteränge (einschließlich Podium und Top 10)
- Starts: Anzahl gelaufener Rennen in der jeweiligen Disziplin
- Staffel: inklusive Mixed- und Single-Mixed-Staffeln

| Platzierung                      | Einzel | Sprint | Verfolgung | Massenstart | Staffel | Gesamt |
| -------------------------------- | ------ | ------ | ---------- | ----------- | ------- | ------ |
| 1. Platz                         |        |        |            |             |         |        |
| 2. Platz                         |        |        |            |             |         |        |
| 3. Platz                         |        |        |            |             |         |        |
| Top 10                           |        |        |            |             |         |        |
| Punkteränge                      |        |        |            |             | 10      | 10     |
| Starts                           | 10     | 19     |            |             | 10      | 39     |
| Stand: nach der Saison 2009/2010 |        |        |            |             |         |        |